# Marc Fuchs
Marc (of Mark, Marcus, Markus) Fuchs (Czortków, Koninkrijk Galicië en Lodomerië, 7 maart 1890 - Brussel 20 mei 1934, was een expressionistische schilder van de Belgische School.

## Biografie
Fuchs was van 1913 hij leerling van de Academie voor Schone Kunsten van Brussel waar hij les kreeg van Émile Vandamme-Sylva, de symbolisten Jean Delville en Constant Montald en Gisbert Combaz .

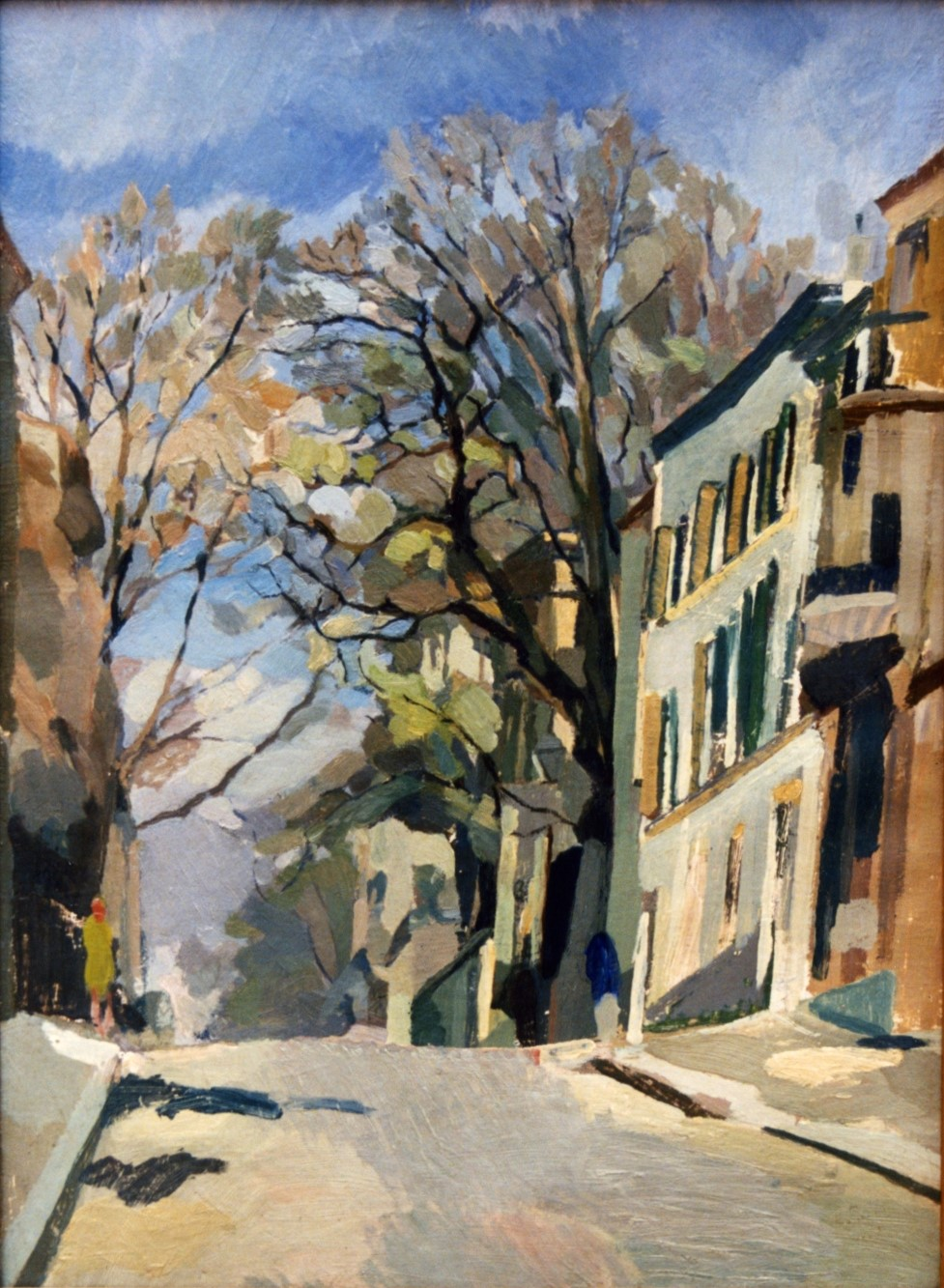
Rue des Champs Elysées in Elsene (1910).

Gespot door Galerie Georges Giroux, stelde hij tentoon op de eerste Salon van Jonge Belgische Schilderkunst in januari 1923 naast Magritte, Delvaux, Pierre-Louis Flouquet en Marcel-Louis Baugniet

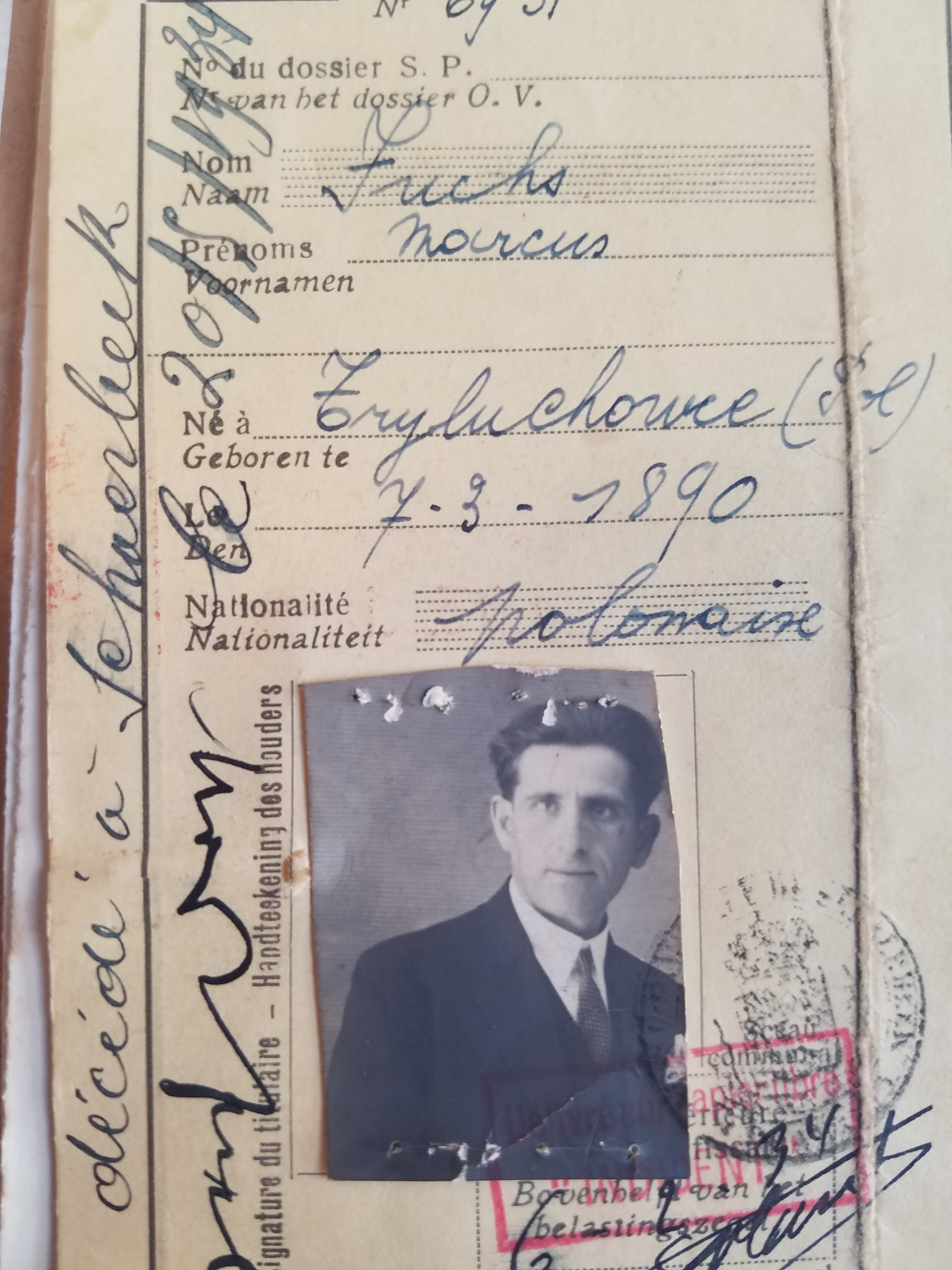

Hij is de antiheld van Michel de Ghelderodes antisemitische korte verhaal Eliah de schilder, gepubliceerd in zijn collectie Sortilèges et autres contes crépusculaires. De Ghelderode, gepubliceerd in 1941, legt de antisemitische haat en de morele intimidatie bloot die de schrijver Marc Fuchs zal aandoen tot het punt dat hij ervan droomt hem te vermoorden. Als hij wakker wordt en actie wil ondernemen, moet hij ontdekken dat Fuchs hem is voorgegaan door zelfmoord te plegen. Dit was niet zomaar een fictie, want de schilder pleegde daadwerkelijk zelfmoord.